# Jean Phillipe
Jean Phillipe (ur. 1905 r. Francja, zm. 1 marca 1944 r. Karlsruhe) – francuski Sprawiedliwy wśród Narodów Świata.

## Biografia
Piastował różne stanowiska w wojsku i policji francuskiej. Po 2. rozejmie w Compiègne przeszedł do ruchu oporu. Pod koniec 1942 roku dowodził oddziałami ruchu oporu w jednej z dzielnic Tuluzy.
Udzielał się w ratowaniu Żydów. Lucien David Fayman, członek żydowskiej podziemnej sieci „La Sixième”, powiedział po wojnie, że szef policji Jean Phillipe pomógł mu uzyskać sfałszowane dokumenty tożsamości, które pozwoliły młodym Żydom przedostać się do Szwajcarii lub do kryjówek we Francji.
Z uwagi na fakt, że Jean Phillipe był policjantem, w styczniu 1943, otrzymał rozkaz spisania Niemcom listy wszystkich Żydów zamieszkałych w swoim rejonie urzędowania. Kategorycznie odmówił i złożył rezygnację, w której stanowczo potępił kolaboracyjną politykę rządu Vichy. Zaraz po swojej rezygnacji zaczął się ukrywać i brać udział w akcjach partyzanckich.
Nierozważne działania jego kolegów doprowadziły do jego aresztowania przez Gestapo 28 stycznia 1943 roku. Został osadzony w więzieniu w Karlsruhe i rozstrzelany 1 marca 1944 roku.
2 stycznia 1995 r. Jad Waszem przyznał mu tytuł Sprawiedliwego wśród Narodów Świata.

## Odznaczenia
- Legia Honorowa – 1946
- Medal Ruchu Oporu – 1946
- Sprawiedliwy wśród Narodów Świata – 1995